# Fuquay-Varina
Fuquay-Varina es un pueblo ubicado en el Condado de Wake en el estado estadounidense de Carolina del Norte. Según las estimaciones de 2009, tenía una población de 17.910 habitantes y una densidad poblacional de 767,92 personas por km².

## Geografía
Fuquay-Varina se encuentra ubicado en las coordenadas 35°35′31″N 78°47′19″O / 35.59194, -78.78861.

## Demografía
Según la Oficina del Censo en 2000 los ingresos medios por hogar en la localidad eran de $42.903, y los ingresos medios por familia eran $49.531. Los hombres tenían unos ingresos medios de $35.497 frente a los $28.551 para las mujeres. La renta per cápita para la localidad era de $20.268. Alrededor del 9.0% de las familias y del 11.1% de la población estaban por debajo del umbral de pobreza.